# Жуан Моутінью
Жуан Філі́пі Ірі́а Са́нтуш Моуті́нью (порт. João Filipe Iria Santos Moutinho; нар. 8 вересня 1986 року, Портіман, Португалія) — португальський футболіст, півзахисник збірної Португалії та «Браги».

## Кар'єра

### Клубна кар'єра
До 13 років він виступав у клубі свого рідного міста «Портімоненсі», потім змінив команду на лісабонський «Спортінг».
У віці 17 років він викликався в основну команду для участі в передсезонних іграх і показував у них непогану гру. Однак після початку сезону він знову повернувся у молодіжну команду і допоміг їй виграти чемпіонський титул. На початку 2005 року він дебютував за основну команду в матчі Кубка Португалії.
Наступного сезону Моутінью міцно закріпився в основному складі та став єдиним півзахисником Чемпіонату Португалії, який відіграв всі матчі турніру без замін. Його гра допомогла клубу зайняти друге місце.
У сезоні 2006/07 після відходу з клубу Рікарду Са Пінту, Жуан був обраний віцекапітаном на той момент йому було всього лише 19 років. У наступному сезоні Моутінью став капітаном після відходу з клубу Куштодіу і Рікарду Перейри.
5 липня 2010 року Моутінью перейшов в клуб «Порту», підписавши контракт до літа 2015 .
Втім вже три роки, у 2013 новим клубом гравця став представник французької першості «Монако», де він швидко став ключовою фігурою у півзахисті команди. Відіграв за «монегасків» п'ять сезонів, в сезоні 2016/17 допомігши команді здобути титул чемпіонів Франції.
24 липня 2018 року перейшов до «Вулвергемптон Вондерерз», що саме повернувся до англійської Прем'єр-ліги, з яким уклав дворічний контракт.

### Кар'єра в збірній
У збірній Португалії Моутінью дебютував у віці 18 років 17 серпня 2005 року в грі проти Єгипту.
У складі збірної був учасником чемпіонату Європи 2016 року у Франції, на якому португальці здобули перший у своїй історії титул континентальних чемпіонів. На турнірі взяв участь у шести з семи ігор своєї команди, у тому числі у фінальній грі проти господарів змагання, в якій вийшов на заміну.
Гра Кубка конфедерацій 2017 проти збірної Мексики 18 червня 2017 року стала для Моутінью сотим офіційним матчем у складі португальської збірної.
2018 року став учасником свого другого чемпіонату світу, де взяв участь в усіх трьох матчах групового етапу.

## Статистика виступів

### Статистика клубних виступів
| Сезон                | Команда              | Чемпіонат            | Чемпіонат | Чемпіонат | Національний кубок | Національний кубок | Національний кубок | Континентальні кубки | Континентальні кубки | Континентальні кубки | Інші змагання | Інші змагання | Інші змагання | Усього | Усього |
| Сезон                | Команда              | Ліга                 | Ігор      | Голів     | Ліга               | Ігор               | Голів              | Ліга                 | Ігор                 | Голів                | Ліга          | Ігор          | Голів         | Ігор   | Голів  |
| -------------------- | -------------------- | -------------------- | --------- | --------- | ------------------ | ------------------ | ------------------ | -------------------- | -------------------- | -------------------- | ------------- | ------------- | ------------- | ------ | ------ |
| 2004–05              | «Спортінг»           | ПЛ                   | 15        | 0         | КП                 | 2                  | 0                  | КУЄФА                | 9                    | 0                    | -             | -             | -             | 26     | 0      |
| 2005–06              | «Спортінг»           | ПЛ                   | 34        | 4         | КП                 | 5                  | 1                  | ЛЧ+КУЄФА             | 2+2                  | 0                    | -             | -             | -             | 43     | 5      |
| 2006–07              | «Спортінг»           | ПЛ                   | 29        | 4         | КП                 | 6                  | 3                  | ЛЧ                   | 6                    | 0                    | -             | -             | -             | 41     | 7      |
| 2007–08              | «Спортінг»           | ПЛ                   | 30        | 5         | КП+КЛ              | 6+7                | 1+0                | ЛЧ+КУЄФА             | 6+6                  | 1+0                  | СП            | 1             | 0             | 56     | 7      |
| 2008–09              | «Спортінг»           | ПЛ                   | 27        | 3         | КП+КЛ              | 2+5                | 0                  | ЛЧ                   | 8                    | 1                    | СП            | 1             | 0             | 43     | 4      |
| 2009–10              | «Спортінг»           | ПЛ                   | 28        | 5         | КП+КЛ              | 4+4                | 2+0                | ЛЧ+ЛЄ                | 4+10                 | 1+1                  | -             | -             | -             | 50     | 9      |
| Усього за «Спортінг» | Усього за «Спортінг» | Усього за «Спортінг» | 163       | 21        |                    | 41                 | 7                  |                      | 53                   | 4                    |               | 2             | 0             | 259    | 32     |
| 2010–11              | «Порту»              | ПЛ                   | 27        | 0         | КП+КЛ              | 5+3                | 2+0                | ЛЄ                   | 17                   | 0                    | СП            | 1             | 0             | 53     | 2      |
| 2011–12              | «Порту»              | ПЛ                   | 29        | 3         | КП+КЛ              | 1+4                | 0                  | ЛЧ+ЛЄ                | 6+2                  | 0                    | СП+СУ         | 1+1           | 0             | 44     | 3      |
| 2012–13              | «Порту»              | ПЛ                   | 27        | 1         | КП+КЛ              | 2+5                | 0+2                | ЛЧ                   | 8                    | 2                    | СП            | 1             | 0             | 43     | 5      |
| Усього за «Порту»    | Усього за «Порту»    | Усього за «Порту»    | 83        | 4         |                    | 20                 | 4                  |                      | 33                   | 2                    |               | 4             | 0             | 140    | 10     |
| 2013–14              | «Монако»             | Л1                   | 31        | 1         | КФ+КЛ              | 3+0                | 0                  | -                    | -                    | -                    | -             | -             | -             | 34     | 1      |
| 2014–15              | «Монако»             | Л1                   | 37        | 4         | КФ+КЛ              | 3+2                | 0                  | ЛЧ                   | 10                   | 1                    | -             | -             | -             | 54     | 5      |
| 2015–16              | «Монако»             | Л1                   | 26        | 1         | КФ+КЛ              | 3+0                | 0                  | ЛЧ+ЛЄ                | 2+6                  | 0                    | -             | -             | -             | 37     | 1      |
| 2016–17              | «Монако»             | Л1                   | 31        | 2         | КФ+КЛ              | 4+4                | 0+1                | ЛЧ                   | 13                   | 0                    | -             | -             | -             | 52     | 3      |
| 2017–18              | «Монако»             | Л1                   | 26        | 1         | КФ+КЛ              | 1+3                | 0                  | ЛЧ                   | 6                    | 0                    | СФ            | 0             | 0             | 36     | 1      |
| Усього за «Монака»   | Усього за «Монака»   | Усього за «Монака»   | 151       | 9         |                    | 23                 | 1                  |                      | 37                   | 1                    |               | 0             | 0             | 211    | 11     |
| Усього за кар'єру    | Усього за кар'єру    | Усього за кар'єру    | 397       | 34        |                    | 84                 | 12                 |                      | 123                  | 7                    |               | 6             | 0             | 610    | 53     |

### Статистика виступів за збірну
Станом на 7 грудня 2018 року
| Дата       | Місто                  | Господарі            | Результат               | Гості                | Турнір                | Голи | Примітки                       |
| ---------- | ---------------------- | -------------------- | ----------------------- | -------------------- | --------------------- | ---- | ------------------------------ |
| 17-8-2005  | Понта-Делгада          | Португалія           | 2 – 0                   | Єгипет               | товариський матч      | -    | 46'                            |
| 3-9-2005   | Фару                   | Португалія           | 6 – 0                   | Люксембург           | Відбір до ЧС 2006     | -    | 46'                            |
| 7-9-2005   | Москва                 | Росія                | 0 – 0                   | Португалія           | Відбір до ЧС 2006     | -    | 85'                            |
| 1-9-2006   | Копенгаген             | Данія                | 4 – 2                   | Португалія           | товариський матч      | -    | 46'                            |
| 6-9-2006   | Гельсінкі              | Фінляндія            | 1 – 1                   | Португалія           | Відбір до ЧЄ 2008     | -    | 75'                            |
| 6-2-2007   | Лондон                 | Португалія           | 2 – 0                   | Бразилія             | товариський матч      | -    | 67'                            |
| 24-3-2007  | Лісабон                | Португалія           | 4 – 0                   | Бельгія              | Відбір до ЧЄ 2008     | -    |                                |
| 28-3-2007  | Белград                | Сербія               | 1 – 1                   | Португалія           | Відбір до ЧЄ 2008     | -    |                                |
| 8-9-2007   | Лісабон                | Португалія           | 2 – 2                   | Польща               | Відбір до ЧЄ 2008     | -    | 81'                            |
| 12-9-2007  | Лісабон                | Португалія           | 1 – 1                   | Сербія               | Відбір до ЧЄ 2008     | -    | 77'                            |
| 17-10-2007 | Алмати                 | Казахстан            | 1 – 2                   | Португалія           | Відбір до ЧЄ 2008     | -    | 85'                            |
| 26-3-2008  | Дюссельдорф            | Греція               | 2 – 1                   | Португалія           | товариський матч      | -    | 16'                            |
| 31-5-2008  | Візеу                  | Португалія           | 2 – 0                   | Грузія               | товариський матч      | 1    | 73'                            |
| 7-6-2008   | Женева                 | Португалія           | 2 – 0                   | Туреччина            | ЧЄ 2008 - 1-й етап    | -    |                                |
| 11-6-2008  | Женева                 | Чехія                | 1 – 3                   | Португалія           | ЧЄ 2008 - 1-й етап    | -    | 75'                            |
| 15-6-2008  | Базель                 | Швейцарія            | 2 – 0                   | Португалія           | ЧЄ 2008 - 1-й етап    | -    | 71'                            |
| 19-6-2008  | Базель                 | Португалія           | 2 – 3                   | Німеччина            | ЧЄ 2008 - чвертьфінал | -    | 31'                            |
| 6-9-2008   | Та-Калі                | Мальта               | 0 – 4                   | Португалія           | Відбір до ЧС 2010     | -    | 75'                            |
| 10-9-2008  | Лісабон                | Португалія           | 2 – 3                   | Данія                | Відбір до ЧС 2010     | -    | 87'                            |
| 11-10-2008 | Стокгольм              | Швеція               | 0 – 0                   | Португалія           | Відбір до ЧС 2010     | -    |                                |
| 15-10-2008 | Брага (Португалія)     | Португалія           | 0 – 0                   | Албанія              | Відбір до ЧС 2010     | -    | 55'                            |
| 19-11-2008 | Гама                   | Бразилія             | 6 – 2                   | Португалія           | товариський матч      | -    | 67'                            |
| 31-3-2009  | Лозанна                | Португалія           | 2 – 0                   | ПАР                  | товариський матч      | -    | 62'                            |
| 12-8-2009  | Вадуц                  | Ліхтенштейн          | 0 – 3                   | Португалія           | товариський матч      | -    | 54'                            |
| 14-10-2009 | Гімарайнш              | Португалія           | 4 – 0                   | Мальта               | Відбір до ЧС 2010     | -    | 73'                            |
| 3-3-2010   | Коїмбра                | Португалія           | 2 – 0                   | КНР                  | товариський матч      | -    | 46'                            |
| 3-9-2010   | Гімарайнш              | Португалія           | 4 – 4                   | Кіпр                 | Відбір до ЧЄ 2012     | -    | 79'                            |
| 8-10-2010  | Порту                  | Португалія           | 3 – 1                   | Данія                | Відбір до ЧЄ 2012     | -    |                                |
| 12-10-2010 | Рейк'явік              | Ісландія             | 1 – 3                   | Португалія           | Відбір до ЧЄ 2012     | -    |                                |
| 17-11-2010 | Лісабон                | Португалія           | 4 – 0                   | Іспанія              | товариський матч      | -    |                                |
| 9-2-2011   | Женева                 | Аргентина            | 2 – 1                   | Португалія           | товариський матч      | -    |                                |
| 26-3-2011  | Лейрія                 | Португалія           | 1 – 1                   | Чилі                 | товариський матч      | -    |                                |
| 29-3-2011  | Авейру                 | Португалія           | 2 – 0                   | Фінляндія            | товариський матч      | -    | 46' 75'                        |
| 4-6-2011   | Лісабон                | Португалія           | 1 – 0                   | Норвегія             | Відбір до ЧЄ 2012     | -    |                                |
| 10-8-2011  | Фару                   | Португалія           | 5 – 0                   | Люксембург           | товариський матч      | -    | 46'                            |
| 2-9-2011   | Нікосія                | Кіпр                 | 0 – 4                   | Португалія           | Відбір до ЧЄ 2012     | -    | 86'                            |
| 7-10-2011  | Порту                  | Португалія           | 5 – 3                   | Ісландія             | Відбір до ЧЄ 2012     | 1    |                                |
| 11-10-2011 | Копенгаген             | Данія                | 2 – 1                   | Португалія           | Відбір до ЧЄ 2012     | -    |                                |
| 11-11-2011 | Зениця                 | Боснія і Герцеговина | 0 – 0                   | Португалія           | Відбір до ЧЄ 2012     | -    |                                |
| 15-11-2011 | Лісабон                | Португалія           | 6 – 2                   | Боснія і Герцеговина | Відбір до ЧЄ 2012     | -    |                                |
| 29-2-2012  | Варшава                | Польща               | 0 – 0                   | Португалія           | товариський матч      | -    | 46'                            |
| 26-5-2012  | Лейрія                 | Португалія           | 0 – 0                   | Північна Македонія   | товариський матч      | -    | 46'                            |
| 2-6-2012   | Лісабон                | Португалія           | 1 – 3                   | Туреччина            | товариський матч      | -    | 66'                            |
| 9-6-2012   | Львів                  | Німеччина            | 1 – 0                   | Португалія           | ЧЄ 2012 - 1-й етап    | -    |                                |
| 13-6-2012  | Львів                  | Данія                | 2 – 3                   | Португалія           | ЧЄ 2012 - 1-й етап    | -    |                                |
| 17-6-2012  | Харків                 | Португалія           | 2 – 1                   | Нідерланди           | ЧЄ 2012 - 1-й етап    | -    |                                |
| 21-6-2012  | Варшава                | Чехія                | 0 – 1                   | Португалія           | ЧЄ 2012 - чвертьфінал | -    |                                |
| 27-6-2012  | Донецьк                | Португалія           | 0 – 0 д.ч. (2 – 4 п.п.) | Іспанія              | ЧЄ 2012 - півфінал    | -    |                                |
| 15-8-2012  | Фару                   | Португалія           | 2 – 0                   | Панама               | товариський матч      | -    | 72'                            |
| 7-9-2012   | Люксембург             | Люксембург           | 1 – 2                   | Португалія           | Відбір до ЧС 2014     | -    |                                |
| 11-9-2012  | Брага (Португалія)     | Португалія           | 3 – 0                   | Азербайджан          | Відбір до ЧС 2014     | -    |                                |
| 12-10-2012 | Москва                 | Росія                | 1 – 0                   | Португалія           | Відбір до ЧС 2014     | -    |                                |
| 16-10-2012 | Порту                  | Португалія           | 1 – 1                   | Північна Ірландія    | Відбір до ЧС 2014     | -    |                                |
| 14-11-2012 | Лібревіль              | Габон                | 2 – 2                   | Португалія           | товариський матч      | -    | 74'                            |
| 6-2-2013   | Гімарайнш              | Португалія           | 2 – 3                   | Еквадор              | товариський матч      | -    |                                |
| 22-3-2013  | Тель-Авів-Яфо          | Ізраїль              | 3 – 3                   | Португалія           | Відбір до ЧС 2014     | -    |                                |
| 26-3-2013  | Баку                   | Азербайджан          | 0 – 2                   | Португалія           | Відбір до ЧС 2014     | -    |                                |
| 7-6-2013   | Лісабон                | Португалія           | 1 – 0                   | Росія                | Відбір до ЧС 2014     | -    |                                |
| 10-6-2013  | Женева                 | Хорватія             | 0 – 1                   | Португалія           | товариський матч      | -    | 83'                            |
| 6-9-2013   | Белфаст                | Північна Ірландія    | 2 – 4                   | Португалія           | Відбір до ЧС 2014     | -    |                                |
| 10-9-2013  | Фоксборо               | Бразилія             | 3 – 1                   | Португалія           | товариський матч      | -    | 60'                            |
| 11-10-2013 | Лісабон                | Португалія           | 1 – 1                   | Ізраїль              | Відбір до ЧС 2014     | -    |                                |
| 15-10-2013 | Коїмбра                | Португалія           | 3 – 0                   | Люксембург           | Відбір до ЧС 2014     | -    |                                |
| 15-11-2013 | Лісабон                | Португалія           | 1 – 0                   | Швеція               | Відбір до ЧС 2014     | -    |                                |
| 19-11-2013 | Стокгольм              | Швеція               | 2 – 3                   | Португалія           | Відбір до ЧС 2014     | -    |                                |
| 5-3-2014   | Лейрія                 | Португалія           | 5 – 1                   | Камерун              | товариський матч      | -    |                                |
| 6-6-2014   | Фоксборо (Массачусетс) | Мексика              | 0 – 1                   | Португалія           | товариський матч      | -    |                                |
| 10-6-2014  | Іст-Ратерфорд          | Ірландія             | 1 – 5                   | Португалія           | товариський матч      | -    |                                |
| 16-6-2014  | Салвадор               | Німеччина            | 4 – 0                   | Португалія           | ЧС 2014 - 1-й етап    | -    |                                |
| 22-6-2014  | Манаус                 | США                  | 2 – 2                   | Португалія           | ЧС 2014 - 1-й етап    | -    |                                |
| 26-6-2014  | Бразиліа               | Португалія           | 2 – 1                   | Гана                 | ЧС 2014 - 1-й етап    | -    | 90+4'                          |
| 7-9-2014   | Авейру                 | Португалія           | 0 – 1                   | Албанія              | Відбір до ЧЄ 2016     | -    |                                |
| 11-10-2014 | Сен-Дені               | Франція              | 2 – 1                   | Португалія           | товариський матч      | -    |                                |
| 14-10-2014 | Копенгаген             | Данія                | 0 – 1                   | Португалія           | Відбір до ЧЄ 2016     | -    |                                |
| 14-11-2014 | Фару                   | Португалія           | 1 – 0                   | Вірменія             | Відбір до ЧЄ 2016     | -    | 88'                            |
| 18-11-2014 | Манчестер              | Аргентина            | 0 – 1                   | Португалія           | товариський матч      | -    | 32'                            |
| 29-3-2015  | Лісабон                | Португалія           | 2 – 1                   | Сербія               | Відбір до ЧЄ 2016     | -    | 90+2'                          |
| 13-6-2015  | Єреван                 | Вірменія             | 2 – 3                   | Португалія           | Відбір до ЧЄ 2016     | -    |                                |
| 16-6-2015  | Женева                 | Італія               | 0 – 1                   | Португалія           | товариський матч      | -    |                                |
| 8-10-2015  | Брага                  | Португалія           | 1 – 0                   | Данія                | Відбір до ЧЄ 2016     | 1    | 90+1'                          |
| 11-10-2015 | Белград                | Сербія               | 1 – 2                   | Португалія           | Відбір до ЧЄ 2016     | 1    | 70'                            |
| 29-5-2016  | Порту                  | Португалія           | 3 – 0                   | Норвегія             | товариський матч      | -    | 55'                            |
| 2-6-2016   | Лондон                 | Англія               | 1 – 0                   | Португалія           | товариський матч      | -    | 73'                            |
| 8-6-2016   | Лісабон                | Португалія           | 7 – 0                   | Естонія              | товариський матч      | -    | 58'                            |
| 14-6-2016  | Сент-Етьєн             | Португалія           | 1 – 1                   | Ісландія             | ЧЄ 2016 - 1-й етап    | -    | 71'                            |
| 18-6-2016  | Париж                  | Португалія           | 0 – 0                   | Австрія              | ЧЄ 2016 - 1-й етап    | -    | 73'                            |
| 22-6-2016  | Ліон                   | Угорщина             | 3 – 3                   | Португалія           | ЧЄ 2016 - 1-й етап    | -    | 46'                            |
| 30-6-2016  | Марсель                | Польща               | 1 – 1                   | Португалія           | ЧЄ 2016 - 1/8 фіналу  | -    | 74'                            |
| 6-7-2016   | Ліон                   | Португалія           | 2 – 0                   | Уельс                | ЧЄ 2016 - півфінал    | -    | 79'                            |
| 10-7-2016  | Сен-Дені               | Португалія           | 1 – 0 д.ч.              | Франція              | ЧЄ 2016 - Фінал       | -    | 66' 1-й титул чемпіонів Європи |
| 1-9-2016   | Порт                   | Португалія           | 5 – 0                   | Гібралтар            | товариський матч      | -    | 62'                            |
| 6-9-2016   | Базель                 | Швейцарія            | 2 – 0                   | Португалія           | Відбір до ЧС 2018     | -    | 68'                            |
| 7-10-2016  | Авейру                 | Португалія           | 6 – 0                   | Андорра              | Відбір до ЧС 2018     | -    |                                |
| 10-10-2016 | Торсгавн               | Фарерські острови    | 0 – 6                   | Португалія           | Відбір до ЧС 2018     | 1    | 81'                            |
| 25-3-2017  | Лісабон                | Португалія           | 3 – 0                   | Угорщина             | Відбір до ЧС 2018     | -    | 83'                            |
| 28-3-2017  | Фуншал                 | Португалія           | 2 – 3                   | Швеція               | товариський матч      | -    | 46'                            |
| 3-6-2017   | Ештуріл                | Португалія           | 4 – 0                   | Кіпр                 | товариський матч      | 2    | 46'                            |
| 9-6-2017   | Рига                   | Латвія               | 0 – 3                   | Португалія           | Відбір до ЧС 2018     | -    |                                |
| 18-6-2017  | Казань                 | Португалія           | 2 – 2                   | Мексика              | Кубок Конфедерацій    | -    | 58'                            |
| 24-6-2017  | Санкт-Петербург        | Нова Зеландія        | 0 – 4                   | Португалія           | Кубок Конфедерацій    | -    |                                |
| 28-6-2017  | Казань                 | Португалія           | 0 – 0 д.ч. (0 – 3 п.п.) | Чилі                 | Кубок Конфедерацій    | -    | 102'                           |
| 2-7-2017   | Москва                 | Португалія           | 2 – 1                   | Мексика              | Кубок Конфедерацій    | -    | 82'                            |
| 31-8-2017  | Порту                  | Португалія           | 5 – 1                   | Фарерські острови    | Відбір до ЧС 2018     | -    | 73'                            |
| 3-9-2017   | Будапешт               | Угорщина             | 0 – 1                   | Португалія           | Відбір до ЧС 2018     | -    |                                |
| 10-10-2017 | Лісабон                | Португалія           | 2 – 0                   | Швейцарія            | Відбір до ЧС 2018     | -    | 90'                            |
| 23-3-2018  | Цюрих                  | Португалія           | 2 – 1                   | Єгипет               | товариський матч      | -    | 62'                            |
| 26-3-2018  | Женева                 | Португалія           | 0 – 3                   | Нідерланди           | товариський матч      | -    | 68'                            |
| 28-5-2018  | Брага                  | Португалія           | 2 – 2                   | Туніс                | товариський матч      | 1    | 80'                            |
| 2-6-2018   | Брюссель               | Бельгія              | 0 – 0                   | Португалія           | товариський матч      | -    | 87'                            |
| 7-6-2018   | Лісабон                | Португалія           | 3 – 0                   | Алжир                | товариський матч      | -    | 75'                            |
| 15-6-2018  | Сочі                   | Португалія           | 3 – 3                   | Іспанія              | ЧС 2018 - 1-й етап    | -    |                                |
| 20-6-2018  | Москва                 | Португалія           | 1 – 0                   | Марокко              | ЧС 2018 - 1-й етап    | -    | 89'                            |
| 25-6-2018  | Саранськ               | Іран                 | 1 – 1                   | Португалія           | ЧС 2018 - 1-й етап    | -    | 84'                            |
| Усього     |                        | Матчів (3 місце)     | 113                     |                      | Голів                 | 7    |                                |

## Досягнення
- «Спортінг»
  - Володар Кубка Португалії: 2006-07, 2007-08
  - Володар Суперкубка Португалії: 2007, 2008
  - Переможець Ліги Європи: 2010-11

- «Порту»
  - Чемпіон Португалії: 2010-11, 2011-12, 2012-13
  - Володар Кубка Португалії: 2010-11
  - Володар Суперкубка Португалії: 2010, 2011, 2012
  - Переможець Ліги Європи: 2010-11

- «Монако»
  - Чемпіон Франції: 2016-17

- «Брага»
  - Володар Кубка португальської ліги: 2023-24

Збірна Португалії
- Чемпіон Європи (U-17): 2003
- Чемпіон Європи: 2016
- Переможець Ліги націй УЄФА: 2018-19